# Eleição municipal de Teresópolis em 2016
A eleição municipal de Teresópolis em 2016 foi realizada para eleger um prefeito, um vice-prefeito e 12 vereadores no município de Teresópolis, no estado brasileiro de Rio de Janeiro. Foram eleitos Mário de Oliveira Tricano (Progressistas) e Darcy Sandro Dias para os cargos de prefeito(a) e vice-prefeito(a), respectivamente. 
Seguindo a Constituição, os candidatos são eleitos para um mandato de quatro anos a se iniciar em 1º de janeiro de 2017. A decisão para os cargos da administração municipal, segundo o Tribunal Superior Eleitoral, contou com 126 595 eleitores aptos e 29 169 abstenções, de forma que 23.04% do eleitorado não compareceu às urnas naquele turno.

## Resultados

### Eleição municipal de Teresópolis em 2016 para Prefeito
A eleição para prefeito contou com 8 candidatos em 2016: Mario de Oliveira Tricano do Progressistas, Luiz Antonio Dantas Ribeiro do Movimento Democrático Brasileiro (1980), Nilton Wilson Salomão do Rede Sustentabilidade, Roberto Petto Gomes do Solidariedade (partido político), Claudio de Souza Mello do Partido dos Trabalhadores, Paulo Sergio Ramos Barboza do Partido Socialismo e Liberdade, Luiz Claudio Raposo Corrêa do Partido da Social Democracia Brasileira, André de Oliveira Couto do Avante que obtiveram, respectivamente, 35 100, 19 791, 8 925, 13 093, 1 234, 1 307, 3 407, 2 062 votos. O Tribunal Superior Eleitoral também contabilizou 23.04% de abstenções nesse turno. 
| Candidato(a)                      | Vice                                       | Coligação                                               | Votos recebidos | Percentual |
| --------------------------------- | ------------------------------------------ | ------------------------------------------------------- | --------------- | ---------- |
| Mario de Oliveira Tricano (PP)    | Darcy Sandro Dias                          | Juntos Estamos Superando a Crise                        | 35100           | 41.33%     |
| Luiz Antonio Dantas Ribeiro (MDB) | Maurílio Ribeiro Schiavo                   | Por Amor a Teresópolis                                  | 19791           | 23.31%     |
| Roberto Petto Gomes (SD)          | Marli Melo Couto                           | Unidos Podemos                                          | 13093           | 15.42%     |
| Nilton Wilson Salomão (REDE)      | Helio da Silva Delgado                     | Teresópolis no Rumo Certo                               | 8925            | 10.51%     |
| Luiz Claudio Raposo Corrêa (PSDB) | Ana Laura da Motta Martins Marques         | Partido da Social Democracia Brasileira (sem coligação) | 3407            | 4.01%      |
| André de Oliveira Couto (AVANTE)  | Antônio Carlos de Souza Ribeiro            | Avante (sem coligação)                                  | 2062            | 2.43%      |
| Paulo Sergio Ramos Barboza (PSOL) | Rodrigo Wrencher Cosenza                   | Partido Socialismo e Liberdade (sem coligação)          | 1307            | 1.54%      |
| Claudio de Souza Mello (PT)       | Roberto José de Mello Oliveira Alves Filho | Partido dos Trabalhadores (sem coligação)               | 1234            | 1.45%      |

### Eleição municipal de Teresópolis em 2016 para Vereador
Na decisão para o cargo de vereador na eleição municipal de 2016, foram eleitos 12 vereadores com um total de 84 465 votos válidos. O Tribunal Superior Eleitoral contabilizou 4 080 votos em branco e 8 881 votos nulos. De um total de 126 595 eleitores aptos, 29 169 (23.04%) não compareceram às urnas .
| Nome                                  | Partido político                               | Coligação                                               | Votos recebidos | Percentual |
| ------------------------------------- | ---------------------------------------------- | ------------------------------------------------------- | --------------- | ---------- |
| Carlos Eduardo Pimentel Barbosa       | Democracia Cristã (DC)                         | Democracia Cristã (sem coligação)                       | 2464            | 2.92%      |
| Pedro Gil Ferreira de Paula           | Progressistas (PP)                             | Progressistas (sem coligação)                           | 1947            | 2.31%      |
| Claudia Lauand                        | Progressistas (PP)                             | Progressistas (sem coligação)                           | 1907            | 2.26%      |
| Jose Leonardo Vasconcellos de Andrade | Movimento Democrático Brasileiro (MDB)         | Movimento Democrático Brasileiro (sem coligação)        | 1763            | 2.09%      |
| Wanderlei Cunha de Lima               | Podemos (PODE)                                 | Podemos (sem coligação)                                 | 1634            | 1.93%      |
| Maurício Lopes dos Santos             | Partido Humanista da Solidariedade (PHS)       | Teresópolis Solidária                                   | 1549            | 1.83%      |
| Eudibelto Jose Reis                   | Movimento Democrático Brasileiro (MDB)         | Movimento Democrático Brasileiro (sem coligação)        | 1470            | 1.74%      |
| Milton Cezar Ramos Rodrigues          | Partido da Social Democracia Brasileira (PSDB) | Partido da Social Democracia Brasileira (sem coligação) | 1442            | 1.71%      |
| Ronny Santos Carreiro                 | Partido Humanista da Solidariedade (PHS)       | Teresópolis Solidária                                   | 1330            | 1.57%      |
| Jaime da Silva Medeiros               | Partido Trabalhista Brasileiro (PTB)           | Partido Trabalhista Brasileiro (sem coligação)          | 1288            | 1.52%      |
| Luciano dos Santos Candido            | Partido Republicano Brasileiro (PRB)           | Partido Republicano Brasileiro (sem coligação)          | 1160            | 1.37%      |
| Rocsilvan Rezende da Rocha            | Partido da Social Democracia Brasileira (PSDB) | Partido da Social Democracia Brasileira (sem coligação) | 1140            | 1.35%      |